# Anastoechus baigakumensis
Anastoechus baigakumensis är en tvåvingeart som beskrevs av Paramonov 1926. Anastoechus baigakumensis ingår i släktet Anastoechus och familjen svävflugor. Inga underarter finns listade i Catalogue of Life.